# Oleta Adams
Oleta Adams (Seattle, Washington, 4 mei 1953) is een Amerikaanse soul-, jazz- en gospelzangeres. Adams werd geboren als dochter van een predikant en is opgegroeid met gospelmuziek.
Adams begon haar zangcarrière begin jaren 80 met twee zelf gefinancierde albums, die weinig succesvol waren. In 1985 werd ze ontdekt door Roland Orzabal en Curt Smith van Tears for Fears tijdens een optreden in een bar in Kansas, die haar uitnodigden om samen met hen te zingen als derde bandlid.
In 1989 verscheen het album The Seeds of Love en met name de single Woman in chains gezongen door Oleta Adams met Phil Collins op de drums werd een hit. In 1990 is Adams begonnen aan een solocarrière geholpen door haar collega's van Tears for Fears die de productie verzorgden. Haar debuutalbum Circle of One werd bijzonder goed ontvangen. Met haar album Moving On (1995) is Adams meer de richting van moderne r&b opgegaan.

## Discografie

### Albums
| Album met eventuele hitnotering(en) in de Nederlandse Album Top 100 | Datum van verschijnen | Datum van binnenkomst | Hoogste positie | Aantal weken | Opmerkingen |
| ------------------------------------------------------------------- | --------------------- | --------------------- | --------------- | ------------ | ----------- |
| Circle of one                                                       | 1990                  | 09-06-1990            | 28              | 55           |             |
| Evolution                                                           | 1993                  | 07-08-1993            | 6               | 40           |             |
| Moving on                                                           | 1995                  | 04-11-1995            | 18              | 19           |             |
| The very best of                                                    | 1996                  | 14-12-1996            | 49              | 10           |             |
| Come walk with me                                                   | 1997                  | -                     | -               | -            |             |
| All the love                                                        | 2001                  | -                     | -               | -            |             |
| Christmas with Oleta                                                | 2006                  | -                     | -               | -            |             |
| Let's stay here                                                     | 2009                  | -                     | -               | -            |             |

### Singles
| Single met eventuele hitnotering(en) in de Nederlandse Top 40 | Datum van verschijnen | Datum van binnenkomst | Hoogste positie | Aantal weken | Opmerkingen                                       |
| ------------------------------------------------------------- | --------------------- | --------------------- | --------------- | ------------ | ------------------------------------------------- |
| Woman in chains                                               |                       | 02-12-1989            | 12              | 6            | met Tears for Fears / #16 in de Nationale Top 100 |
| Rhythm of life                                                |                       | 23-06-1990            | 31              | 3            |                                                   |
| Circle of one                                                 |                       | 11-08-1990            | tip12           | -            |                                                   |
| Get here                                                      |                       | 22-12-1990            | 27              | 4            |                                                   |
| Don't let the sun go down on me                               |                       | 02-11-1991            | 22              | 6            |                                                   |
| I just had to hear your voice                                 |                       | 24-07-1993            | 20              | 6            |                                                   |
| Window of hope                                                |                       | 16-10-1993            | 18              | 7            |                                                   |
| My heart won't lie                                            |                       | 26-02-1994            | tip19           | -            |                                                   |
| Never knew love                                               |                       | 14-10-1995            | 18              | 5            | Alarmschijf / Dancesmash op Radio 538             |

### NPO Radio 2 Top 2000
| Nummers met noteringen in de NPO Radio 2 Top 2000 | '99  | '00  | '01  | '02  | '03  | '04  | '05  | '06  | '07  | '08  | '09  | '10  | '11  | '12  | '13  | '14  | '15-'18 | '19 | '20 | '21 | '22 | '23 | '24 |
| ------------------------------------------------- | ---- | ---- | ---- | ---- | ---- | ---- | ---- | ---- | ---- | ---- | ---- | ---- | ---- | ---- | ---- | ---- | ------- | --- | --- | --- | --- | --- | --- |
| Get Here                                          | 669  | 1552 | 1175 | 1256 | 1037 | 1312 | 1564 | 1466 | 1872 | 1464 | 1983 | 1794 | 1365 | 1673 | 1545 | 1730 | -       | -   | -   | -   | -   | -   | -   |
| Window of Hope                                    | 1111 | -    | 1811 | 1390 | 1213 | 1489 | 1432 | 1579 | 1380 | 1445 | -    | 1777 | 1715 | -    | 1999 | 1980 | -       | -   | -   | -   | -   | -   | -   |
| Woman in Chains (met Tears for Fears)             | -    | -    | -    | -    | -    | -    | -    | -    | -    | -    | -    | -    | -    | -    | -    | -    | -       | 993 | 787 | 736 | 765 | 698 | 716 |

1. ↑  Een '-' betekent dat het nummer niet was genoteerd en een vetgedrukt getal geeft de hoogste notering van een nummer aan.